# Stazione di Villa Cordopatri
La stazione di Villa Cordopatri è una stazione ferroviaria a servizio di Villa Cordopatri, frazione del comune Gioia Tauro, posta sulla ferrovia Gioia Tauro-Cinquefrondi, il cui esercizio è sospeso.

## Storia
La stazione venne inaugurata ufficialmente il 1º giugno 1924, in concomitanza con l'apertura della linea Gioia Tauro-Cittanova, facente parte del più ampio progetto della Trasversale reggina (Gioia Tauro-Gioiosa Ionica), mai completato. È situata di fronte alla Villa Cordopatri, una villa risalente al XIV secolo ma più volte ristrutturata nel corso del Settecento a causa dei danni causati dai terremoti. La villa è legata alla figura di Rizzo Cordopatri, il quale, secondo alcune teorie, sarebbe stato il fondatore di Rizziconi. Il nome della città deriverebbe infatti dal latino "Rizzi conit", ovvero "fondata da Rizzo".
Il servizio ferroviario sulla linea è stato poi sospeso il 6 giugno 2011, a causa delle cattive condizioni dell'armamento, e sostituito da un autoservizio, sempre gestito da Ferrovie della Calabria.

## Strutture e impianti
La stazione dispone del solo binario di circolazione e servita da una banchina.